# 栗東市立大宝幼稚園
栗東市立大宝幼稚園（りっとうしりつ だいほうようちえん）は、滋賀県栗東市にある公立幼稚園。

## 概要
本園は、1969年（昭和44年）に、栗東町（後の栗東市）で2番目の公立幼稚園として開設した。現存の幼稚園では栗東市で最も歴史が古い。園児の定員数は385人であり市内最大の幼稚園である。1992年（平成4年）に移転新築工事が完成し、大宝幼稚園分園が開設した。
「だれとでも いっぱい話そう ほかほか心で うんと遊ぼう 大宝っ子」を保育目標としており、近隣の保育園、小学校等との交流を多く行っていることが本園の特徴である。

## 沿革
1969年（昭和44年）同年開設の中央幼稚園に次ぐ第二の町立幼稚園として綣八丁目に開設
1992年（平成4年）移転新築工事完成、綣三丁目に分園開設